# Luis Barrientos
Luis Ricardo Barrientos (Santiago del Estero, Santiago del Estero, 7 de marzo de 1952) es un exfutbolista argentino que jugaba como delantero.

## Trayectoria

### Central Córdoba
Barrientos debutó en Central Córdoba en 1974. En 1974 se coronó campeón de la Liga Santiagueña. Tuvo una segunda etapa en el ferroviario, en el año 1985 cuando logró el boleto a la primera edición de la B Nacional. Se retiró del fútbol en 1987.

### Atlético Tucumán
En 1978 viajó a Tucumán para sumarse a Atlético Tucumán. Con el decano se coronó campeón de la Liga Tucumana y jugó el Campeonato Nacional 1978, quedándose a las puertas de la clasificación a la fase final del torneo. En 1979 se consagró campeón tucumano y en el Nacional 1979 llegó hasta semifinales. Jugó en Atlético hasta 1981.

### Nueva Chicago
En 1982 llegó a Buenos Aires, para jugar en nueva chicago. En el equipo porteño jugó hasta 1984, antes de volver a Santiago del Estero.

## Clubes
| Club             | País      |
| ---------------- | --------- |
| Central Córdoba  | Argentina |
| Atlético Tucumán | Argentina |
| nueva chicago    | Argentina |

## Palmarés
| Título           | Equipo           | País      | Año  |
| ---------------- | ---------------- | --------- | ---- |
| Liga Santiagueña | Central Córdoba  | Argentina | 1974 |
| Liga Tucumana    | Atlético Tucumán | Argentina | 1978 |
| Liga Tucumana    | Atlético Tucumán | Argentina | 1979 |